# Pierre de Corneillan

Pierre de Corneillan
Kupferstich um 1725

Großmeisterwappen von Pierre de Corneillan

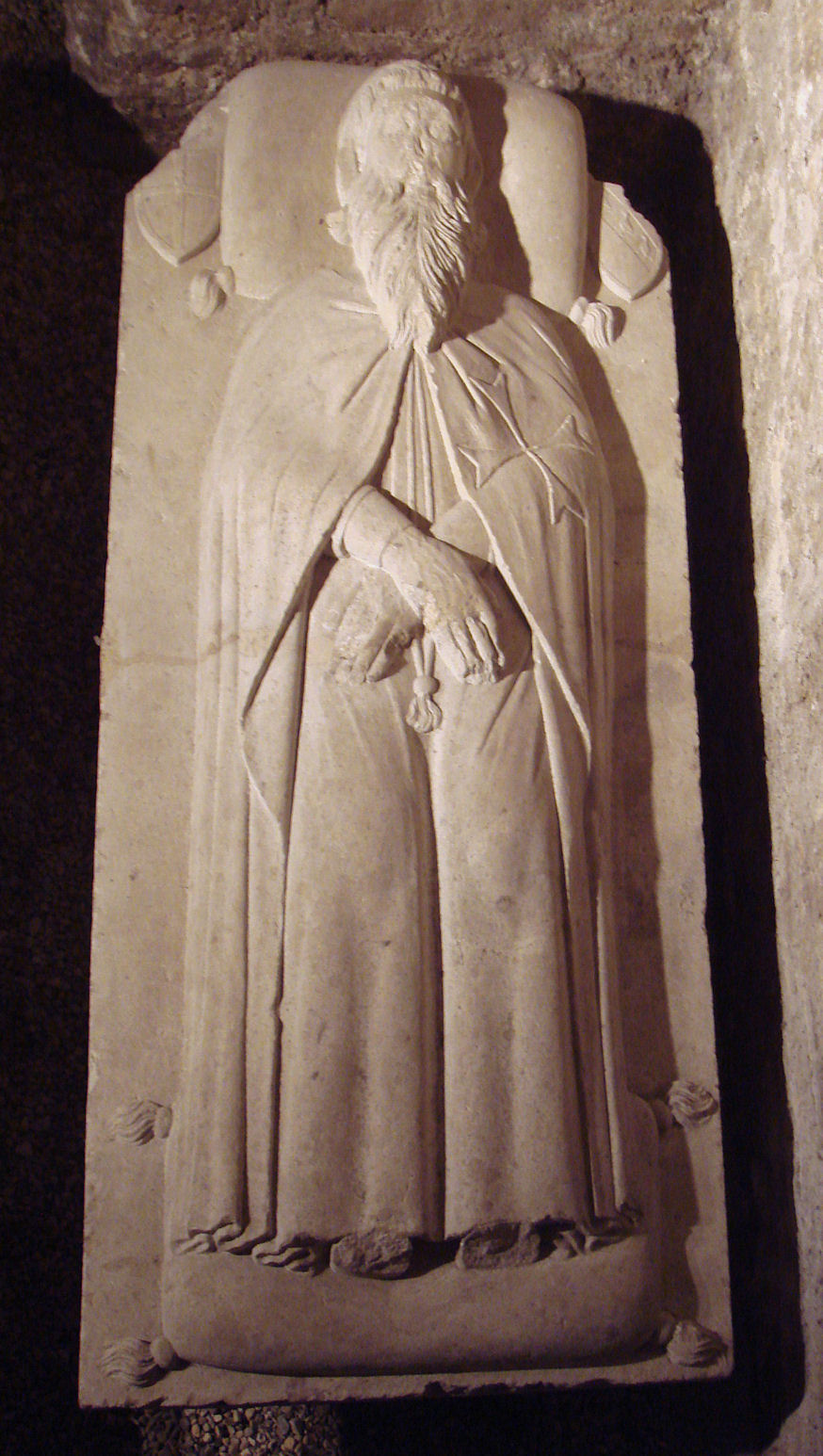
Sarkophag von Pierre de Corneilan

Pierre de Corneillan, auch Petrus Cornilianus, Petrus de Corvile, Pierre de Cornillan, († um Oktober 1355) war von 1353 bis zu seinem Tod im Jahre 1355 der 28. Großmeister des Johanniterordens.
Er stammte aus der Provence und war Großprior von Saint-Gilles, bevor er zum Nachfolger des im Dezember 1353 verstorbenen Großmeisters Dieudonné de Gozon gewählt wurde.
Während seiner Amtszeit wurde die im Besitz der Johanniter befindliche Stadt Smyrna von den Osmanischen Türken bedroht, weswegen Pierre vom Heiligen Stuhl erhebliche Geldzahlungen für den Kampf gegen die Türken erhielt. 1354 eroberten die Türken mit der byzantinischen Stadt Gallipoli den ersten Stützpunkt auf europäischem Boden, während der Orden sich auf die Verteidigung Smyrnas konzentrierte und keine nennenswerten Offensiven gegen die Türken unternahm. Papst Innozenz VI. ließ Pierre daraufhin im Oktober 1355 durch Jean Fernandez de Heredia einen Brief überbringen, in dem er ihm faule Untätigkeit vorwarf. Anstatt vom sicheren Rhodos die Expansion der Türken zu beobachten, möge er die ihm stetig aus Europa gesandten Ressourcen nutzen, um den Hauptsitz des Ordens von Rhodos in das Land der Türken zu verlegen, und die Türken aus Kleinasien heraus zu treiben. Pierre reagierte ausweichend – er wolle diesen Vorschlag dem Generalkonvent zur Beratung vorlegen, sein Tod kam einer Entscheidung zuvor. Sein Nachfolger, Roger de Pins, verfolgte das Thema der Sitzverlegung nicht weiter.
Pierres Relief-Sarkophag ist erhalten und befindet sich heute im Musée national du Moyen Âge in Paris.